# Сенди Парк
Сенди Парк, који се налази у Ексетеру, граду у Уједињеном Краљевству, је рагби стадион и дом је премијерлигаша Чифса. Сенди Парк био је један од тринаест стадиона на коме су се играле утакмице светског првенства у рагбију 2015.